# Saison 36 des Simpson
Chronologie
Saison 35 Saison 37
La trente-sixième saison de la série télévisée d'animation Les Simpson est diffusée aux États-Unis entre le 29 septembre 2024 et le 18 mai 2025 sur le réseau Fox. Elle est annoncée, en même temps que la saison 35, le 26 janvier 2023. Les 11 premiers épisodes de la saison 36 sont sortis en France entre le 3 janvier 2025 et le 28 février 2025, les épisodes suivants sont sortis à partir du 9 juillet 2025.

## Épisodes
| № | #  | Titre | Réalisation         | Scénario                                | Première diffusion                         | Code de prod. | Audience |
| --- | -- | --- | ------------------- | --------------------------------------- | ------------------------------------------ | ------------- | -------- |
| 769 | 1  | L'Anniversaire de Bart Bart's Birthday                                                                                    | Rob Oliver          | Jessica Conrad                          | 29 septembre 2024 3 janvier 2025 (Disney+) | 35ABF15       | 1.08     |
| C'est l'anniversaire de Bart, il va fêter son onzième anniversaire. Mais avant cela beaucoup de nouvelles choses se passent: Mr Burns meurt, Milhouse va déménager à Atlanta, Nelson retrouve son père, Maggie dit son premier mot... |    | |                     |                                         |                                            |               |          |
| 770 | 2  | Le Lotus jaune The Yellow Lotus                                                                                           | Matthew Faughnan    | Loni Steele Sosthand                    | 6 octobre 2024 3 janvier 2025 (Disney+)    | 35ABF08       | 0.89     |
| Les Simpson font face à une expérience tragique lors de leurs vacances. |    | |                     |                                         |                                            |               |          |
| 771 | 3  | Recherche Lisa désespérément Desperately Seeking Lisa                                                                     | Matthew Nastuk      | Tim Long                                | 20 octobre 2024 3 janvier 2025 (Disney+)   | 35ABF18       | 2,02     |
| Marre d'entendre Lisa se plaindre de Springfield, Marge l'envoie avec Patty et Selma à Capital City. Lisa rencontre certains des artistes urbains de la ville qui l'invitent à se joindre à eux pour une fête où se réunissent des individus partageant les mêmes idées. Lisa décide que cette culture est son avenir plutôt que Springfield et se laisse emporter dans un voyage surréaliste à travers la scène artistique et théâtrale de Capital City, pour découvrir bientôt que les choses ne sont pas ce qu'elles semblent être. |    | |                     |                                         |                                            |               |          |
| 772 | 4  | Chaleur intenable Shoddy Heat                                                                                             | Gabriel DeFrancesco | Jeff Westbrook                          | 27 octobre 2024 10 janvier 2025 (Disney+)  | 35ABF16       | 0,98     |
| Un corps déterré rouvre une affaire non élucidée à Springfield dans les années 80, ainsi qu'une relation torride entre Grand-Père et Agnes Skinner. |    | |                     |                                         |                                            |               |          |
| 773 | 5  | Simpson Horror Show XXXV Treehouse of Horror XXXV                                                                         | Timothy Bailey      | Rob LaZebnik, Dan Vebber et Matt Selman | 3 novembre 2024 17 janvier 2025 (Disney+)  | 35ABF13       |          |
| Des monstres gigantesques créés par la rage politique menacent de détruire le monde, un M. Burns victorien prend peur le jour de Thanksgiving à cause des fantômes de ses employés exploités, et Homer enfile une paire de jeans extra-terreste. |    | |                     |                                         |                                            |               |          |
| 774 | 6  | Courts Métrages au féminin Women in Shorts                                                                                | Eric Koenig         | Christine Nangle                        | 10 novembre 2024 24 janvier 2025 (Disney+) | 35ABF17       |          |
| Luann réalise à quel point elle est séduisante après que son obsession pour le vin lui ait causé une blessure. Homer a honte lorsqu'on lui reproche d'avoir refusé d'acheter des tampons pour Marge. |    | |                     |                                         |                                            |               |          |
| 775 | 7  | Le Simpson Horror Show : Quelque chose de maléfique approche Treehouse of Horror Presents: Simpsons Wicked This Way Comes | Debbie Bruce Mahan  | Jessica Conrad                          | 24 novembre 2024 31 janvier 2025 (Disney+) | 35ABF14       |          |
| Dans un mystérieux cirque, un homme tatoué transporte Lisa dans trois étranges histoires dans les innocentes années 50, un rétro-présent glaçant et un futur brutaliste où la télé-prestige dirige le monde. |    | |                     |                                         |                                            |               |          |
| 776 | 8  | Air Confort Convenience Airways                                                                                           | Rob Oliver          | Loni Steele Sosthand                    | 8 décembre 2024 7 février 2025 (Disney+)   | 36ABF01       |          |
| Les Simpsons sont piégés dans un avion avec les passagers les plus indisciplinés d'Amérique. |    | |                     |                                         |                                            |               |          |
| 777 | 9  | Homer et ses sœurs Homer and Her Sisters                                                                                  | Matthew Nastuk      | Nick Dahan                              | 15 décembre 2024 14 février 2025 (Disney+) | 36ABF03       |          |
| Après une dispute dans un escape game, la tante de Krusty, qui ne mâche pas ses mots, arrange la relation d'Homer avec Patty et Selma. |    | |                     |                                         |                                            |               |          |
| 778 | 10 | Un Noël sous hypnose (Partie 1) O C'mon All Ye Faithful - Part 1                                                          | Debbie Bruce Mahan  | Carolyn Omine                           | 17 décembre 2024 (Disney+)                 | 35ABF21       |          |
| Quand le célèbre mentaliste britannique Derren Brown arrive à Springfield pour une expérience spéciale fêtes de Noël, tout part à vau-l'eau. Homer se fait hypnotiser et se prend pour le Père Noël. |    | |                     |                                         |                                            |               |          |
| 779 | 11 | Un Noël sous hypnose (Partie 2) O C'mon All Ye Faithful - Part 2                                                          | Matthew Faughnan    | Carolyn Omine                           | 17 décembre 2024 (Disney+)                 | 35ABF22       |          |
| Quand le célèbre mentaliste britannique Derren Brown arrive à Springfield pour une expérience spéciale fêtes de Noël, tout part à vau-l'eau. Homer se fait hypnotiser et se prend pour le Père Noël. |    | |                     |                                         |                                            |               |          |
| 780 | 12 | L'Homme qui volait trop The Man Who Flew Too Much                                                                         | Steven Dean Moore   | Al Jean                                 | 22 décembre 2024 21 février 2025 (Disney+) | 36ABF02       |          |
| La nouvelle équipe de bowling de Springfield part disputer son premier match important à Capital City. |    | |                     |                                         |                                            |               |          |
| 781 | 13 | L'Épisode de la bouteille Bottle Episode                                                                                  | Gabriel DeFrancesco | Rob LaZebnik et Johnny LaZebnik         | 29 décembre 2024 28 février 2025 (Disney+) | 36ABF04       | 3.31     |
| Marge et Smithers se lancent dans l'escroquerie au vin. |    | |                     |                                         |                                            |               |          |
| 782 | 14 | Past & Furious The Past and the Furious                                                                                   | Michael Polcino     | Rob LaZebnik                            | 12 février 2025 (Disney+)                  | 35ABF19       |          |
| Lisa tente d'empêcher Monsieur Burns de devenir l'homme qu'il est aujourd'hui. |    | |                     |                                         |                                            |               |          |
| 783 | 15 | Les Flandshees d'Innersimpson The Flandshees of Innersimpson                                                              | Chris Clements      | Dan Vebber                              | 30 mars 2025 9 juillet 2025 (Disney+)      | 36ABF05       | 0.62     |
| Bart devient DJ tandis qu'Homer agace Flanders une fois de trop. |    | |                     |                                         |                                            |               |          |
| 784 | 16 | Le dernier à enfler The Last Man Expanding                                                                                | Timothy Bailey      | J. Stewart Burns                        | 6 avril 2025 9 juillet 2025 (Disney+)      | 36ABF06       | 0.69     |
| Homer est le seul à refuser une drogue expérimentale qui pourrait lui faire perdre du poids. |    | |                     |                                         |                                            |               |          |
| 785 | 17 | P.S. Je te déteste P.S., I Hate You                                                                                       | Michael Polcino     | Cesar Mazariegos                        | 13 avril 2025 9 juillet 2025 (Disney+)     | 36ABF07       | 0.59     |
| La réputation de Marge semble compromise à cause d'une lettre. |    | |                     |                                         |                                            |               |          |
| 786 | 18 | Yellow Planet | Timothy Bailey      | J. Stewart Burns                        | 22 avril 2025 (Disney+)                    | 35ABF20       |          |
| Les Simpsons sont présentés sous forme animalière. |    | |                     |                                         |                                            |               |          |
| 787 | 19 | La Ligue Abe de leur Moe Abe League of Their Moe                                                                          | Rob Oliver          | Joel H. Cohen                           | 27 avril 2025 9 juillet 2025 (Disney+)     | 36ABF08       | 0.73     |
| Moe et Abe se trouvent un intérêt commun pour le base-ball. |    | |                     |                                         |                                            |               |          |
| 788 | 20 | Ragoût de mensonges Stew Lies                                                                                             | Debbie Bruce Mahan  | Broti Gupta                             | 4 mai 2025 9 juillet 2025 (Disney+)        | 36ABF09       | 0.63     |
| Homer veut redonner à un chef le goût de cuisiner. |    | |                     |                                         |                                            |               |          |
| 789 | 21 | Cœur plein, piscine vide Full Heart, Empty Pool                                                                           | Chris Clements      | Jeff Westbrook                          | 11 mai 2025 9 juillet 2025 (Disney+)       | 36ABF10       | 0.69     |
| Homer et Abe veulent créer un nouveau sport dérivé du pickle-ball. |    | |                     |                                         |                                            |               |          |
| 790 | 22 | Des choses étranges Estranger Things                                                                                      | Matthew Nastuk      | Tim Long                                | 18 mai 2025 9 juillet 2025 (Disney+)       | 36ABF11       |          |
| Lisa et Bart cassent accidentellement leur lien fraternel après avoir cessé de regarder Itchy et Scratchy. |    | |                     |                                         |                                            |               |          |